# Liste der Kulturdenkmäler in Hofheim am Taunus
Die folgende Liste enthält die in der Denkmaltopographie ausgewiesenen Kulturdenkmäler auf dem Gebiet  der  Stadt Hofheim am Taunus, Main-Taunus-Kreis, Hessen.
Hinweis: Die Reihenfolge der Denkmäler in dieser Liste orientiert sich zunächst an Stadtteilen und anschließend der Anschrift, alternativ ist sie auch nach der Bezeichnung, der vom Landesamt für Denkmalpflege vergebenen Nummer oder der Bauzeit sortierbar.
Kulturdenkmäler werden fortlaufend im Denkmalverzeichnis des Landes Hessen durch das Landesamt für Denkmalpflege Hessen auf Basis des Hessischen Denkmalschutzgesetzes (HDSchG) geführt. Die Schutzwürdigkeit eines Kulturdenkmals hängt nicht von der Eintragung in das Denkmalverzeichnis des Landes Hessen oder der Veröffentlichung in der Denkmaltopographie ab.

## Diedenbergen
| Bild                         | Bezeichnung                              | Lage                                                               | Beschreibung | Bauzeit                | Objekt-Nr. |
| ---------------------------- | ---------------------------------------- | ------------------------------------------------------------------ | ------------ | ---------------------- | ---------- |
| Bild gesucht BW              | ‚Rotes Hohlchen‘                         | Außerhalb Ortslage LageFlur: 43, Flurstück: 8                      |              |                        | 46154 DDB  |
| Casteller Straße 31          |                                          | Casteller Straße 31 LageFlur: 10, Flurstück: 135/1                 |              | 1695 bis 1705          | 46129 DDB  |
| weitere Bilder               | Evangelische Pfarrkirche                 | Casteller Straße 35 LageFlur: 10, Flurstück: 361/131, 131/1, 131/2 |              | 1756                   | 46131 DDB  |
| Casteller Straße 39          |                                          | Casteller Straße 39 LageFlur: 27, Flurstück: 250/1,250/2           |              |                        | 46132 DDB  |
| Casteller Straße 49          |                                          | Casteller Straße 49 LageFlur: 27, Flurstück: 245/1                 |              | Anfang 18. Jahrhundert | 46133 DDB  |
|                              |                                          | Casteller Straße 52 LageFlur: 10, Flurstück: 76/1                  |              | Ende 18. Jahrhundert   | 46134 DDB  |
| Casteller Straße 54          |                                          | Casteller Straße 58 LageFlur: 10, Flurstück: 395/79                |              | 1903                   | 46135 DDB  |
| weitere Bilder               |                                          | Casteller Straße 60 LageFlur: 10, Flurstück: 396/80                |              | 1725 bis 1775          | 46136 DDB  |
|                              |                                          | Casteller Straße 64 LageFlur: 10, Flurstück: 346/83                |              | 1675 bis 1725          | 46137 DDB  |
| weitere Bilder               |                                          | Casteller Straße 66 LageFlur: 10, Flurstück: 267/82                |              | 1729                   | 46138 DDB  |
| weitere Bilder               |                                          | Casteller Straße 72 LageFlur: 10, Flurstück: 89/1                  |              | Ende 18. Jahrhundert   | 46139 DDB  |
| Casteller Straße 74          |                                          | Casteller Straße 74 LageFlur: 10, Flurstück: 436/90                |              | 1850 bis 1860          | 46140 DDB  |
| weitere Bilder               | Friedhof, Gefallenendenkmale und Grabmal | Friedhofstraße o. Nr. LageFlur: 28, Flurstück: 277/1, 277/2        |              | 1871                   | 46141 DDB  |
| Gesamtanlage Diedenbergen    | Gesamtanlage Diedenbergen                | Lage                                                               |              |                        | 46128 DDB  |
| Grüne Straße 8               |                                          | Grüne Straße 8 LageFlur: 10, Flurstück: 208/1                      |              | 1625 bis 1675          | 46142 DDB  |
| Grüne Straße 30              |                                          | Grüne Straße 30 LageFlur: 10, Flurstück: 230/2                     |              | Anfang 19. Jahrhundert | 46143 DDB  |
| weitere Bilder               |                                          | Hintergasse 38 LageFlur: 10, Flurstück: 18/8                       |              | 1738                   | 46144 DDB  |
| Pfarrgartenstraße 4          |                                          | Pfarrgartenstraße 4 LageFlur: 10, Flurstück: 195/1                 |              | 1625 bis 1675          | 46145 DDB  |
| weitere Bilder               |                                          | Pfarrgartenstraße 6 LageFlur: 10, Flurstück: 355/193               |              | Ende 17. Jahrhundert   | 46146 DDB  |
| weitere Bilder               |                                          | Pfarrgartenstraße 10 LageFlur: 10, Flurstück: 420/188              |              | 1675 bis 1725          | 46147 DDB  |
| Pfarrgartenstraße 11         |                                          | Pfarrgartenstraße 11 LageFlur: 10, Flurstück: 134                  |              | Ende 17. Jahrhundert   | 46148 DDB  |
| Pfarrgartenstraße 12         | Ehemaliges Pfarrhaus                     | Pfarrgartenstraße 12 LageFlur: 10, Flurstück: 186                  |              |                        | 46149 DDB  |
| Philipp-Keim-Straße 1        |                                          | Philipp-Keim-Straße 1 LageFlur: 27, Flurstück: 231                 |              | 1725 bis 1775          | 46150 DDB  |
| Ehemalige Schule/Rathaus     | Ehemalige Schule/Rathaus                 | Weilbacher Straße 1 LageFlur: 10, Flurstück: 332/240               |              | 1871                   | 46151 DDB  |
| Sachteil: Sandsteinkartusche | Sachteil: Sandsteinkartusche             | Weilbacher Straße 1 LageFlur: 10, Flurstück: 246/4                 |              | Anfang 18. Jahrhundert | 46152 DDB  |
| Weilbacher Straße 5          |                                          | Weilbacher Straße 5 LageFlur: 10, Flurstück: 203/1                 |              | Ende 18. Jahrhundert   | 46153 DDB  |

## Hofheim am Taunus
| Bild                                            | Bezeichnung                                           | Lage                                                                               | Beschreibung | Bauzeit                | Objekt-Nr. |
| ----------------------------------------------- | ----------------------------------------------------- | ---------------------------------------------------------------------------------- | --- | ---------------------- | ---------- |
| weitere Bilder                                  |                                                       | Albertsweg 1 LageFlur: 2, Flurstück: 180 bis 183                                   | | 1905 bis 1915          | 46019 DDB  |
| Bild gesucht BW                                 |                                                       | Am Obertor 18/20 LageFlur: 16, Flurstück: 273/2, 272/3                             | | 1688                   | 46022 DDB  |
|                                                 |                                                       | Am Obertor 32 LageFlur: 16, Flurstück: 291                                         | | Anfang 18. Jahrhundert | 46023 DDB  |
| Waldfriedhof, Kreuzigungsgruppe                 | Waldfriedhof, Kreuzigungsgruppe und Gefallenendenkmal | Außerhalb Ortslage LageFlur: 1 und 24, Flurstück: 3/2 und 9/4                      | |                        | 46126 DDB  |
| weitere Bilder                                  | Cohausen-Tempel                                       | Außerhalb Ortslage, Kapellenberg LageFlur: 24, Flurstück: 56/6                     | | 1910                   | 46121 DDB  |
| weitere Bilder                                  | Marienkapelle                                         | Außerhalb Ortslage, Kapellenberg LageFlur: 24, Flurstück: 75/5                     | | 1784                   | 46123 DDB  |
| weitere Bilder                                  | Wasserwerke                                           | Außerhalb Ortslage, Kapellenberg LageFlur: 24, Flurstück: 56/6                     | | 1895 bis 1905          | 46124 DDB  |
| Wegkreuz Kapellenberg                           | Wegkreuz                                              | Außerhalb Ortslage, Kapellenberg LageFlur: 24, Flurstück: 2                        | | 1792                   | 46122 DDB  |
| weitere Bilder                                  | ‚Hof Hausen vor der Sonne‘                            | Außerhalb Ortslage, Reifenberger Straße LageFlur: 8, Flurstück: 18/1               | |                        | 46125 DDB  |
|                                                 |                                                       | Bärengasse 2 LageFlur: 16, Flurstück: 257/1                                        | | 1725 bis 1775          | 46024 DDB  |
|                                                 |                                                       | Bärengasse 4 LageFlur: 16, Flurstück: 251/1                                        | | 1675 bis 1685          | 46025 DDB  |
| Scheune                                         | Scheune                                               | Bärengasse 6a LageFlur: 16, Flurstück: 293                                         | | 1608                   | 46026 DDB  |
| weitere Bilder                                  |                                                       | Bärengasse 8 LageFlur: 16, Flurstück: 295/2                                        | | Ende 18. Jahrhundert   | 46027 DDB  |
| Stadtmauerrest                                  | Stadtmauerrest                                        | Bärengasse 12 LageFlur: 16, Flurstück: 317/1, 386                                  | Reste der Stadtmauer (Bruchsteinmauer) des 14. bis 18. Jahrhunderts vor der Südwand des Hauses Bärengasse 12. | 1325 bis 1375          | 46028 DDB  |
| Bild gesucht BW                                 |                                                       | Brühlstraße 2 und 4 LageFlur: 18, Flurstück: 461/132, 462/132                      | |                        | 46029 DDB  |
| weitere Bilder                                  | Stadtbefestigung                                      | Burggrabenstraße 14 LageFlur: 17, Flurstück: 176/1                                 | | Ende 14. Jahrhundert   | 46030 DDB  |
| weitere Bilder                                  |                                                       | Burggrabenstraße 22 LageFlur: 17, Flurstück: 171/1                                 | | Ende 17. Jahrhundert   | 46031 DDB  |
| weitere Bilder                                  |                                                       | Burggrabenstraße 24/26 LageFlur: 17, Flurstück: 169/2, 170/1                       | | 1725 bis 1775          | 46032 DDB  |
|                                                 |                                                       | Burggrabenstraße 28 LageFlur: 17, Flurstück: 167/2                                 | Teil der Gesamtanlage Altstadt |                        | 881808     |
|                                                 |                                                       | Burgstraße 2 LageFlur: 17, Flurstück: 110/1                                        | | Anfang 18. Jahrhundert | 46034 DDB  |
|                                                 |                                                       | Burgstraße 4 LageFlur: 17, Flurstück: 111/1                                        | | Anfang 17. Jahrhundert | 46035 DDB  |
|                                                 |                                                       | Burgstraße 7 LageFlur: 16, Flurstück: 306                                          | | Anfang 19. Jahrhundert | 46036 DDB  |
| Ehemalige Schule                                | Ehemalige Schule                                      | Burgstraße 9 LageFlur: 16, Flurstück: 315/1+2, 316                                 | | 1832                   | 46037 DDB  |
| weitere Bilder                                  | Stadtmuseum                                           | Burgstraße 11 LageFlur: 16, Flurstück: 315/4                                       | | Ende 18. Jahrhundert   | 46038 DDB  |
| Bild gesucht BW                                 |                                                       | Burgstraße 18 LageFlur: 17, Flurstück: 154                                         | | 1725 bis 1775          | 46039 DDB  |
|                                                 |                                                       | Burgstraße 24 LageFlur: 17, Flurstück: 156/1                                       | | 1715 bis 1725          | 46041 DDB  |
|                                                 |                                                       | Burgstraße 26 LageFlur: 17, Flurstück: 197/2                                       | | 1825 bis 1875          | 46042 DDB  |
| weitere Bilder                                  | Ehemaliges Kellereigebäude                            | Burgstraße 28 LageFlur: 17, Flurstück: 202/19                                      | | 1720                   | 46043 DDB  |
| Kellereiplatz, Brückenrest                      | ‚Alte Burg‘ und Brückenrest                           | Burgstraße o. Nr./Kellereiplatz LageFlur: 17, Flurstück: 437/204                   | | Ende 14. Jahrhundert   | 46069 DDB  |
| Bild gesucht BW                                 | Gartenhäuschen                                        | Cohausenstraße 2 LageFlur: 54, Flurstück: 34                                       | | 1875 bis 1885          | 46044 DDB  |
| Bild gesucht BW                                 | Atelierhaus                                           | Dr.-Heimen-Weg 6 LageFlur: 40, Flurstück: 131/1, 132                               | |                        | 46045 DDB  |
| Bild gesucht BW                                 | Gesamtanlage Altstadt                                 | Lage                                                                               | |                        | 46015 DDB  |
| Gesamtanlage Breckenheimer Straße, Villengebiet | Gesamtanlage Breckenheimer Straße, Villengebiet       | Breckenheimer Straße, Villengebiet Lage                                            | | Anfang 20. Jahrhundert | 46018 DDB  |
| Gebäude an der Kreuzung Brühlstraße/Neugasse    | Gesamtanlage Brühlstraße/Neugasse                     | Brühlstraße/Neugasse Lage                                                          | | 1895 bis 1905          | 46016 DDB  |
| Bild gesucht BW                                 | Gesamtanlage Gartenstraße/Ostendstraße                | Gartenstraße/Ostendstraße Lage                                                     | | 1902 bis 1952          | 46017 DDB  |
| Bahnhof                                         | Bahnhof                                               | Hattersheimer Straße 6 LageFlur: 52,53, Flurstück: Flur: 52: 218/6; Flur 53: 23/16 | Der Bahnhof, 1906 im Heimatschutzstil erbaut, ist ein verputztes Gebäude (ein ursprünglich bestehendes Obergeschoss in Fachwerkbauweise wurde später entfernt) mit markanter, im Sockelbereich und an den Gewänden aufsteigender Bossengliederung aus Taunusquarzit. Die Fensterstürze und Sohlbänke bestehen aus rotem Mainsandstein. Das Schiefer-Walmdach ist vielfältig gegliedert. | 1906                   | 46046 DDB  |
| Ehemaliger ‚Nassauer Hof‘                       | Ehemaliger ‚Nassauer Hof‘                             | Hauptstraße 11 LageFlur: 16, Flurstück: 231/1                                      | | Anfang 18. Jahrhundert | 46047 DDB  |
|                                                 |                                                       | Hauptstraße 14 LageFlur: 16, Flurstück: 37/1                                       | | Ende 18. Jahrhundert   | 53337 DDB  |
| weitere Bilder                                  | Ehemaliges Zollhaus                                   | Hauptstraße 20/20 a LageFlur: 16, Flurstück: 182, 183                              | | 1584                   | 46048 DDB  |
|                                                 |                                                       | Hauptstraße 21 LageFlur: 16, Flurstück: 261                                        | | 1745 bis 1755          | 46049 DDB  |
| weitere Bilder                                  |                                                       | Hauptstraße 22 LageFlur: 16, Flurstück: 516/181                                    | | 1475 bis 1525          | 46050 DDB  |
|                                                 |                                                       | Hauptstraße 23 LageFlur: 16, Flurstück: 274/5, 274/1                               | | 1643                   | 46051 DDB  |
|                                                 |                                                       | Hauptstraße 25 LageFlur: 16, Flurstück: 274/6                                      | | Anfang 18. Jahrhundert | 46052 DDB  |
| weitere Bilder                                  |                                                       | Hauptstraße 26 LageFlur: 16, Flurstück: 173                                        | | 1695 bis 1705          | 46053 DDB  |
|                                                 |                                                       | Hauptstraße 27 LageFlur: 16, Flurstück: 275/2                                      | | 1815 bis 1825          | 46054 DDB  |
| weitere Bilder                                  |                                                       | Hauptstraße 29 LageFlur: 16, Flurstück: 276/1                                      | | Ende 17. Jahrhundert   | 46056 DDB  |
| Katholische Pfarrkirche St. Peter und Paul      | Katholische Pfarrkirche St. Peter und Paul            | Hauptstraße 30 LageFlur: 16, Flurstück: 836/168,411/169                            | | 1476 bis 1486          | 46057 DDB  |
|                                                 |                                                       | Hauptstraße 31 LageFlur: 16, Flurstück: 277/2                                      | | 1686                   | 46058 DDB  |
|                                                 |                                                       | Hauptstraße 32/34 LageFlur: 16, Flurstück: 149 bis 153                             | | 1675 bis 1725          | 46059 DDB  |
|                                                 |                                                       | Hauptstraße 35 LageFlur: 16, Flurstück: 299/1                                      | | 1725 bis 1775          | 46060 DDB  |
| weitere Bilder                                  |                                                       | Hauptstraße 38 LageFlur: 16, Flurstück: 143/1                                      | | 1725 bis 1775          | 46061 DDB  |
| weitere Bilder                                  | Altes Rathaus                                         | Hauptstraße 40 LageFlur: 17, Flurstück: 108                                        | | 1529                   | 46062 DDB  |
|                                                 |                                                       | Hauptstraße 48 LageFlur: 17, Flurstück: 76                                         | | Anfang 17. Jahrhundert | 46063 DDB  |
|                                                 |                                                       | Hauptstraße 50 LageFlur: 17, Flurstück: 620/75                                     | | 1626                   | 46064 DDB  |
| weitere Bilder                                  | Sachteil: Relief                                      | Hauptstraße 53 LageFlur: 17, Flurstück: 131                                        | |                        | 46065 DDB  |
| ‚Blaues Haus‘                                   | ‚Blaues Haus‘                                         | Kapellenstraße 11 LageFlur: 2, Flurstück: 221/2                                    | |                        | 46066 DDB  |
|                                                 |                                                       | Kapellenstraße 17 LageFlur: 2, Flurstück: 202/1                                    | | 1904                   | 46067 DDB  |
|                                                 |                                                       | Kapellenstraße 37 LageFlur: 2, Flurstück: 184/2                                    | | 1895 bis 1905          | 46068 DDB  |
| Kleine Stephanstraße 1                          |                                                       | Kleine Stephanstraße 1 LageFlur: 16, Flurstück: 103                                | | 1521                   | 46070 DDB  |
| Kleine Stephanstraße 2                          |                                                       | Kleine Stephanstraße 2 LageFlur: 16, Flurstück: 858/130                            | | Ende 16. Jahrhundert   | 46071 DDB  |
| Kleine Stephanstraße 3                          |                                                       | Kleine Stephanstraße 3 LageFlur: 16, Flurstück: 104/1                              | | 1625 bis 1675          | 46072 DDB  |
| Bild gesucht BW                                 |                                                       | Kleine Stephanstraße 7 LageFlur: 16, Flurstück: 109/1                              | | 1692                   | 46073 DDB  |
|                                                 |                                                       | Krebsgasse 3 LageFlur: 17, Flurstück: 69                                           | | 1589                   | 46075 DDB  |
|                                                 |                                                       | Krebsgasse 4/6 LageFlur: 17, Flurstück: 83, 84, 85                                 | | 1675 bis 1725          | 46074 DDB  |
|                                                 |                                                       | Krebsgasse 5 LageFlur: 17, Flurstück: 68                                           | | 1525 bis 1575          | 46076 DDB  |
|                                                 |                                                       | Krebsgasse 8 LageFlur: 17, Flurstück: 86/1                                         | | Ende 17. Jahrhundert   | 46077 DDB  |
|                                                 |                                                       | Kurhausstraße 4 LageFlur: 17, Flurstück: 98/3                                      | | 1625 bis 1675          | 46078 DDB  |
|                                                 |                                                       | Kurhausstraße 5 LageFlur: 17, Flurstück: 601/79                                    | | 1625 bis 1675          | 46079 DDB  |
| weitere Bilder                                  | Evangelische Kirche                                   | Kurhausstraße 22 LageFlur: 43, Flurstück: 101/3                                    | | 1900                   | 46080 DDB  |
|                                                 |                                                       | Kurhausstraße 41 LageFlur: 2, Flurstück: 157/3                                     | | 1899                   | 46081 DDB  |
|                                                 |                                                       | Kurhausstraße 43 LageFlur: 2, Flurstück: 156/2                                     | | 1900                   | 46082 DDB  |
|                                                 |                                                       | Kurhausstraße 62 LageFlur: 2, Flurstück: 188, 189/1                                | | Ende 19. Jahrhundert   | 46083 DDB  |
| Burkartsmühle                                   | Burkartsmühle                                         | Kurhausstraße 71 LageFlur: 58, Flurstück: 24,25,27/1                               | |                        | 46084 DDB  |
| Langgasse 1                                     |                                                       | Langgasse 1 LageFlur: 17, Flurstück: 100/13                                        | | Ende 17. Jahrhundert   | 46085 DDB  |
| Langgasse 4                                     |                                                       | Langgasse 4 LageFlur: 16, Flurstück: 141                                           | | Ende 17. Jahrhundert   | 46086 DDB  |
| Bild gesucht BW                                 |                                                       | Langgasse 5a LageFlur: 16, Flurstück: 855/128                                      | | 1725 bis 1775          | 46107 DDB  |
| Langgasse 6                                     |                                                       | Langgasse 6 LageFlur: 16, Flurstück: 154/1                                         | | Ende 16. Jahrhundert   | 46087 DDB  |
| Bild gesucht BW                                 |                                                       | Langgasse 11 LageFlur: 16, Flurstück: 120/1                                        | | 1565                   | 46088 DDB  |
| weitere Bilder                                  |                                                       | Langgasse 12 LageFlur: 16, Flurstück: 157                                          | | 1688                   | 68120 DDB  |
| Langgasse 13                                    |                                                       | Langgasse 13 LageFlur: 16, Flurstück: 123/2                                        | | 1725 bis 1775          | 46089 DDB  |
| Langgasse 15                                    |                                                       | Langgasse 15 LageFlur: 16, Flurstück: 122/2                                        | | 1725 bis 1775          | 46090 DDB  |
| Langgasse 17                                    |                                                       | Langgasse 17 LageFlur: 16, Flurstück: 115/2                                        | | 1686                   | 46091 DDB  |
| Langgasse 23                                    |                                                       | Langgasse 23 LageFlur: 16, Flurstück: 112/1                                        | | Ende 17. Jahrhundert   | 46092 DDB  |
| weitere Bilder                                  | Stadtmauerreste                                       | Mauergasse LageFlur: 16, Flurstück: 648/50, 510/38                                 | | Ende 14. Jahrhundert   | 46093 DDB  |
| weitere Bilder                                  |                                                       | Mauergasse 3 LageFlur: 16, Flurstück: 164                                          | | 1725 bis 1775          | 46094 DDB  |
| weitere Bilder                                  |                                                       | Mauergasse 15 LageFlur: 16, Flurstück: 158                                         | | 1688                   | 46095 DDB  |
| weitere Bilder                                  | Pestalozzi-Schule                                     | Ostendstraße 13 LageFlur: 48, Flurstück: 9/1                                       | | Anfang 20. Jahrhundert | 46096 DDB  |
| Pfarrhaus                                       | Pfarrhaus                                             | Pfarrgasse 2 LageFlur: 16, Flurstück: 308/1                                        | | 1755 bis 1765          | 46097 DDB  |
| Bild gesucht BW                                 |                                                       | Pfarrgasse 11 LageFlur: 16, Flurstück: 298/5                                       | | Ende 17. Jahrhundert   | 46099 DDB  |
| Bild gesucht BW                                 |                                                       | Pfarrgasse 13 LageFlur: 16, Flurstück: 297/3                                       | | 1695 bis 1705          | 46100 DDB  |
|                                                 |                                                       | Pfarrgasse 15 LageFlur: 16, Flurstück: 297/1                                       | | 1695 bis 1705          | 46101 DDB  |
|                                                 |                                                       | Rheingaustraße 15 LageFlur: 55, Flurstück: 40/1                                    | |                        | 46102 DDB  |
| Bild gesucht BW                                 |                                                       | Rödersteinweg 2 LageFlur: 40, Flurstück: 8                                         | | 1908                   | 46103 DDB  |
|                                                 |                                                       | Schillerstraße 9 LageFlur: 56, Flurstück: 111/3                                    | | 1885 bis 1895          | 46104 DDB  |
| Wohnhaus                                        | Wohnhaus                                              | Stephanstraße 7 LageFlur: 16, Flurstück: 70/1                                      | |                        | 68980 DDB  |
|                                                 |                                                       | Stephanstraße 10/12 LageFlur: 16, Flurstück: 94, 93                                | | 1675 bis 1725          | 46105 DDB  |
| Bild gesucht BW                                 |                                                       | Stephanstraße 24/26 LageFlur: 16, Flurstück: 105, 106                              | | 1688                   | 46106 DDB  |
| Stollbergstraße 4                               |                                                       | Stollbergstraße 4 LageFlur: 16, Flurstück: 857/129                                 | | 1695 bis 1705          | 46108 DDB  |
|                                                 |                                                       | Stollbergstraße 6/8 LageFlur: 16, Flurstück: 102, 101                              | | 1695 bis 1705          | 46109 DDB  |
| Bild gesucht BW                                 | Sachteil: Keller                                      | Stollbergstraße 12 LageFlur: 16, Flurstück: 95                                     | | 1716                   | 46110 DDB  |
|                                                 |                                                       | Taubengasse 4 LageFlur: 17, Flurstück: 133/1                                       | | 1675 bis 1725          | 46111 DDB  |
|                                                 |                                                       | Vincenzstraße 4 LageFlur: 56, Flurstück: 5/10                                      | | 1885 bis 1895          | 46112 DDB  |
|                                                 |                                                       | Vincenzstraße 5/7 LageFlur: 54, Flurstück: 24/1, 27/4                              | |                        | 46113 DDB  |
| Vincenzstraße 29                                | Vincenzhaus                                           | Vincenzstraße 29 LageFlur: 56, Flurstück: 22/14,22/17                              | | 1880                   | 46114 DDB  |
| weitere Bilder                                  |                                                       | Vincenzstraße 37 LageFlur: 56, Flurstück: 6/2                                      | | Anfang 20. Jahrhundert | 46115 DDB  |
| weitere Bilder                                  |                                                       | Vincenzstraße 39 LageFlur: 56, Flurstück: 7/1                                      | |                        | 46116 DDB  |
|                                                 |                                                       | Webergasse 1 LageFlur: 16, Flurstück: 175                                          | | Ende 17. Jahrhundert   | 46117 DDB  |
|                                                 |                                                       | Webergasse 2 LageFlur: 16, Flurstück: 179                                          | | 1548                   | 46118 DDB  |
|                                                 |                                                       | Webergasse 4 LageFlur: 16, Flurstück: 178                                          | | 1905 bis 1915          | 46119 DDB  |
| Bild gesucht BW                                 |                                                       | Zanggasse 6 LageFlur: 17, Flurstück: 146/1                                         | | 1725 bis 1775          | 46120 DDB  |

## Langenhain
| Bild                    | Bezeichnung                                                         | Lage                                                                   | Beschreibung | Bauzeit                | Objekt-Nr. |
| ----------------------- | ------------------------------------------------------------------- | ---------------------------------------------------------------------- | --- | ---------------------- | ---------- |
| Alt Langenhain 1        |                                                                     | Langenhain, Alt Langenhain 1 LageFlur: 12, Flurstück: 239/6            | | 1625 bis 1675          | 46157 DDB  |
| Alt Langenhain 6        |                                                                     | Langenhain, Alt Langenhain 6 LageFlur: 12, Flurstück: 28               | | Ende 17. Jahrhundert   | 46158 DDB  |
| weitere Bilder          |                                                                     | Langenhain, Alt Langenhain 8 LageFlur: 12, Flurstück: 42/1             | | 1725 bis 1775          | 46159 DDB  |
| Alt Langenhain 10       |                                                                     | Langenhain, Alt Langenhain 10 LageFlur: 12, Flurstück: 44/1            | | 1675 bis 1725          | 46160 DDB  |
| Alt Langenhain 15       |                                                                     | Langenhain, Alt Langenhain 15 LageFlur: 12, Flurstück: 213/6           | | 1753                   | 46161 DDB  |
| weitere Bilder          |                                                                     | Langenhain, Alt Langenhain 16 LageFlur: 12, Flurstück: 89/3            | | 1715 bis 1725          | 46162 DDB  |
| weitere Bilder          |                                                                     | Langenhain, Alt Langenhain 18 LageFlur: 12, Flurstück: 92/3            | | 1715 bis 1725          | 46163 DDB  |
| Alt Langenhain 19       |                                                                     | Langenhain, Alt Langenhain 19 LageFlur: 12, Flurstück: 205/3           | | 1731                   | 46164 DDB  |
| weitere Bilder          |                                                                     | Langenhain, Alt Langenhain 20 LageFlur: 12, Flurstück: 108             | | 1695 bis 1705          | 46165 DDB  |
| Alt Langenhain 29-31    |                                                                     | Langenhain, Alt Langenhain 29/31 LageFlur: 12, Flurstück: 190/3, 184/3 | | 1779                   | 46166 DDB  |
| weitere Bilder          |                                                                     | Langenhain, Alt Langenhain 32 LageFlur: 12, Flurstück: 163/2           | | Ende 17. Jahrhundert   | 46167 DDB  |
|                         |                                                                     | Langenhain, Alt Langenhain 34 LageFlur: 12, Flurstück: 162/1           | | Ende 17. Jahrhundert   | 46168 DDB  |
| weitere Bilder          |                                                                     | Langenhain, Alt Langenhain 36 LageFlur: 12, Flurstück: 161/3           | | Ende 17. Jahrhundert   | 46169 DDB  |
| weitere Bilder          |                                                                     | Langenhain, Alt Langenhain 37 LageFlur: 12, Flurstück: 175/7           | | 1695 bis 1705          | 46170 DDB  |
| weitere Bilder          | Evangelische Kirche, Kirchhof mit Grabsteinen und Gefallenendenkmal | Langenhain, Alt Langenhain 39 LageFlur: 12, Flurstück: 174, 173/2      | | 1750                   | 46171 DDB  |
| Ehemalige Oberförsterei | Ehemalige Oberförsterei                                             | Langenhain, Am Jagdhaus 2 LageFlur: 12, Flurstück: 50/2                | Zweigeschossiger, verputzter Barockbau mit Mansarddach. 1736 als Oberförsterei erbaut, ab 1826 Schule und Rathaus-Anbau mit 2 Klassenräumen 1903/04, 1975 Grundsanierung, heute Nutzung als Außensteller der Verwaltung und Ortsgericht | 1736                   | 46172 DDB  |
| Am Jagdhaus 3           |                                                                     | Langenhain, Am Jagdhaus 3 LageFlur: 34, Flurstück: 4/1                 | | 1821                   | 46173 DDB  |
| weitere Bilder          |                                                                     | Langenhain, Enge Straße 3 LageFlur: 12, Flurstück: 51/3                | | Anfang 18. Jahrhundert | 46174 DDB  |
| Enge Straße 5           |                                                                     | Langenhain, Enge Straße 5 LageFlur: 12, Flurstück: 47/1                | | 1846 bis 1856          | 46175 DDB  |
| weitere Bilder          | Bahá’i-Tempel                                                       | Langenhain, Eppsteiner Straße 89 LageFlur: 35, Flurstück: 14/1         | | 1964                   | 46176 DDB  |
| weitere Bilder          | Gesamtanlage Langenhain                                             | Langenhain Lage                                                        | |                        | 46156 DDB  |
| weitere Bilder          | [[Martin-Luther-Straße 1 (Langenhain)\|]]                           | Langenhain, Martin-Luther-Straße 1 LageFlur: 12, Flurstück: 172/6      | In der Straßengabel zwischen Martin-Luther-Straße und Alt Langenhain befindet sich als Kopfbau das giebelständige, verputzte Fachwerkwohnhaus mit Satteldach. Der ältere Teil des Hauses datiert aus 1744. Der vordere Teil des Hauses in zweigeschossiger, ungestört erhaltener Rähmkonstruktion wird in der zweiten Hälfte des 17. Jahrhunderts datiert. Im Jahr 1820 wurde er von der Straße wenige Meter zurückversetzt. Von 1802 bis 1826 diente der Bau als Schulhaus. Im Obergeschoss war die Lehrerwohnung untergebracht, im Untergeschoss der Schulraum, in dem bis zu 80 Schüler unterrichtet wurden. 1826 wurde der Schulbetrieb in das Jagdhaus verlegt und dieses Gebäude wieder zu Wohnzwecken genutzt. Eigentümer war dann Landwirt Jacob R. Löw. | Ende 17. Jahrhundert   | 46177 DDB  |
| weitere Bilder          |                                                                     | Langenhain, Martin-Luther-Straße 4 LageFlur: 12, Flurstück: 119/2      | | 1725 bis 1775          | 46178 DDB  |
| Bild gesucht BW         | Wasserhochbehälter ‚Katzenlückstollen‘ – Gewann ‚Katzenlück‘        | Langenhain, Ohne Anschrift LageFlur: 35, Flurstück: 6                  | | 1913                   | 68124 DDB  |
| Bild gesucht BW         | Wasserhochbehälter – Gewann ‚Pfarrwälder‘                           | Langenhain, Ohne Anschrift LageFlur: 39, Flurstück: 20                 | | 1901                   | 68119 DDB  |
| Oranienstraße 3         |                                                                     | Langenhain, Oranienstraße 3 LageFlur: 12, Flurstück: 105               | | 1760                   | 46179 DDB  |

## Lorsbach
| Bild                     | Bezeichnung                        | Lage                                                | Beschreibung | Bauzeit                | Objekt-Nr. |
| ------------------------ | ---------------------------------- | --------------------------------------------------- | --- | ---------------------- | ---------- |
| Alt Lorsbach 10          |                                    | Alt Lorsbach 10 LageFlur: 7, Flurstück: 29/1        | | 1675 bis 1725          | 46183 DDB  |
| Pfarrhaus                | Pfarrhaus                          | Alt Lorsbach 12 LageFlur: 7, Flurstück: 126/1       | | 1715 bis 1725          | 46184 DDB  |
| Alt Lorsbach 16          |                                    | Alt Lorsbach 16 LageFlur: 7, Flurstück: 136         | | 1725 bis 1775          | 46185 DDB  |
|                          |                                    | Alt Lorsbach 18 LageFlur: 17, Flurstück: 146/1      | | Anfang 18. Jahrhundert | 46186 DDB  |
|                          |                                    | Alt Lorsbach 22 LageFlur: 17, Flurstück: 143        | | Ende 18. Jahrhundert   | 46187 DDB  |
| Alt Lorsbach 23          |                                    | Alt Lorsbach 23 LageFlur: 7, Flurstück: 110/5       | | 1675 bis 1725          | 46188 DDB  |
|                          |                                    | Alt Lorsbach 26 LageFlur: 17, Flurstück: 140/6      | | 1821                   | 46189 DDB  |
| Alt Lorsbach 35          | Scheune                            | Alt Lorsbach 35 LageFlur: 7, Flurstück: 119         | zwischenzeitlich eingestürzt und komplett abgetragen. Anwesen ist Teil der Gesamtanlage Ortsmitte.                                                              | 1675 bis 1725          | 948704     |
| weitere Bilder           | Bahnhof Lorsbach                   | Am Bahnhof 4 LageFlur: 6, Flurstück: 33/6,33/14     | | 1905                   | 68992 DDB  |
| weitere Bilder           | Gesamtanlage Brückenstraße         | Brückenstraße Lage                                  | | Anfang 20. Jahrhundert | 46182 DDB  |
| Im Lorsbachtal 29        | Gesamtanlage Ehemalige Lederfabrik | Im Lorsbachtal 29 Lage                              | | Ende 19. Jahrhundert   | 46194 DDB  |
| Bild gesucht BW          | Gesamtanlage Ortsmitte             | Lage                                                | |                        | 46181 DDB  |
| weitere Bilder           | Alter Friedhof, Gefallenendenkmal  | Goethestraße/Hainer Weg LageFlur: 17, Flurstück: 58 | | 1945 bis 1955          | 46191 DDB  |
| Bild gesucht BW          |                                    | Gundelhardtstraße 1 LageFlur: 4, Flurstück: 149/7   | | 1905 bis 1915          | 46192 DDB  |
| weitere Bilder           | Wasserwerk Lorsbach                | Hainer Weg o. Nr. LageFlur: 17, Flurstück: 73/1     | |                        | 82456 DDB  |
| Hofheimer Straße 35      |                                    | Hofheimer Straße 35 LageFlur: 18, Flurstück: 61/5   | | 1895 bis 1905          | 46193 DDB  |
|                          |                                    | Kirchstraße 4 LageFlur: 7, Flurstück: 210/25        | | Ende 18. Jahrhundert   | 46195 DDB  |
| Evangelische Pfarrkirche | Evangelische Pfarrkirche           | Kirchstraße 8 LageFlur: 7, Flurstück: 18/1          | | 1780                   | 46196 DDB  |
| weitere Bilder           |                                    | Kirchstraße 19 LageFlur: 7, Flurstück: 165/2        | | 1695 bis 1705          | 46197 DDB  |
| Kirchstraße 22           |                                    | Kirchstraße 22 LageFlur: 7, Flurstück: 207/6        | | 1771                   | 46198 DDB  |
| Bild gesucht BW          | Wasserhochbehälter ‚Reiche Quelle‘ | Ohne Anschrift LageFlur: 15, Flurstück: 8/1         | | 1926                   | 68118 DDB  |
| weitere Bilder           |                                    | Zwergstraße 3 LageFlur: 7, Flurstück: 132           | Traufständiges Fachwerkgebäude des späten 18. Jahrhunderts, das Scheune und Wohnteil unter einem Satteldach verbindet. Als Einhaus seltener Haustypus im Kreis. | 1807                   | 46199 DDB  |

## Marxheim
| Bild                                  | Bezeichnung                                                                     | Lage                                                        | Beschreibung | Bauzeit                | Objekt-Nr. |
| ------------------------------------- | ------------------------------------------------------------------------------- | ----------------------------------------------------------- | ------------ | ---------------------- | ---------- |
| weitere Bilder                        | Forstamt                                                                        | Am Forsthaus 10 LageFlur: 21, Flurstück: 6/9,6/10           |              |                        | 46020 DDB  |
|                                       |                                                                                 | Birkenweg 11 LageFlur: 5, Flurstück: 147/2                  |              | 1725 bis 1775          | 46202 DDB  |
|                                       |                                                                                 | Eichstraße 4 und 4a LageFlur: 5, Flurstück: 560/136,558/136 |              | 1715 bis 1725          | 46203 DDB  |
| weitere Bilder                        |                                                                                 | Eichstraße 5 LageFlur: 4, Flurstück: 337/239                |              | Ende 17. Jahrhundert   | 46204 DDB  |
| weitere Bilder                        | Katholische Pfarrkirche St. Georg                                               | Eichstraße 6 LageFlur: 5, Flurstück: 536/137, 138/1         |              | 1845                   | 46205 DDB  |
|                                       |                                                                                 | Eichstraße 7 LageFlur: 4, Flurstück: 240                    |              | Ende 17. Jahrhundert   | 46206 DDB  |
|                                       |                                                                                 | Eichstraße 14 LageFlur: 4, Flurstück: 266/2                 |              | 1675 bis 1725          | 46207 DDB  |
|                                       |                                                                                 | Eichstraße 16 LageFlur: 4, Flurstück: 264/5                 |              | 1695 bis 1705          | 46208 DDB  |
| Pfarrhaus                             | Pfarrhaus                                                                       | Eichstraße 17 LageFlur: 4, Flurstück: 250/1                 |              | 1675 bis 1725          | 46209 DDB  |
|                                       |                                                                                 | Eichstraße 18 LageFlur: 4, Flurstück: 262/2                 |              | Ende 17. Jahrhundert   | 46210 DDB  |
| Friedhof, Friedhofskreuz und Grabmale | Friedhof, Friedhofskreuz und Grabmale                                           | Eichstraße o. Nr. LageFlur: 32, Flurstück: 308              |              | 1833                   | 46213 DDB  |
| weitere Bilder                        | Gefallenendenkmal                                                               | Eichstraße o. Nr. LageFlur: 32, Flurstück: 119              |              | 1933                   | 46212 DDB  |
| Wegkreuz                              | Wegkreuz                                                                        | Eichstraße o. Nr. LageFlur: 33, Flurstück: 67               |              | 1725 bis 1775          | 46211 DDB  |
| Gesamtanlage Marxheim                 | Gesamtanlage Marxheim                                                           | Lage                                                        |              | 1675 bis 1725          | 46201 DDB  |
| weitere Bilder                        | Kath. Kirche St. Bonifatius mit Pfarrhaus (Herderstraße 17) und Gemeindezentrum | Hermann-Löns-Straße 26 LageFlur: 21, Flurstück: 123-134     |              | 1967                   | 53340 DDB  |
|                                       |                                                                                 | Höhenstraße 2/4 LageFlur: 4, Flurstück: 119, 120, 121       |              | 1745 bis 1755          | 46214 DDB  |
| Scheune                               | Scheune                                                                         | Höhenstraße 7 LageFlur: 4, Flurstück: 126, 329/127          |              | 1756                   | 46215 DDB  |
| weitere Bilder                        | Brandweiher (Löschwasserteich)                                                  | Kassernstraße o. Nr. LageFlur: 32, Flurstück: 20            |              | 1845 bis 1855          | 68116 DDB  |
| Pietà                                 | Pietà                                                                           | Neben Schulstraße 51 LageFlur: 5, Flurstück: 123/3          |              | 1750                   | 46233 DDB  |
| Wasserhochbehälter ‚Pfingstweide‘     | Wasserhochbehälter ‚Pfingstweide‘                                               | Ohne Anschrift LageFlur: 35, Flurstück: 44                  |              | 1920                   | 68117 DDB  |
| weitere Bilder                        |                                                                                 | Ringstraße 2 LageFlur: 4, Flurstück: 425/143                |              | 1705 bis 1715          | 46216 DDB  |
|                                       |                                                                                 | Ringstraße 3 LageFlur: 5, Flurstück: 387/113                |              | 1695 bis 1705          | 46217 DDB  |
|                                       |                                                                                 | Ringstraße 13 LageFlur: 5, Flurstück: 103/2                 |              | 1675 bis 1725          | 46218 DDB  |
| weitere Bilder                        |                                                                                 | Schloßstraße 6 LageFlur: 32, Flurstück: 28/4                |              | 1795 bis 1805          | 46219 DDB  |
| weitere Bilder                        | Klosterkirche ‚Haus vom Guten Hirten‘                                           | Schloßstraße 119 LageFlur: 19, Flurstück: 2/3,3/17          |              | 1825 bis 1875          | 53339 DDB  |
| Kapelle                               | Kapelle                                                                         | Schulstraße 19 LageFlur: 5, Flurstück: 251                  |              | 1777                   | 46220 DDB  |
|                                       |                                                                                 | Schulstraße 21 LageFlur: 5, Flurstück: 378/42               |              | 1695 bis 1705          | 46221 DDB  |
|                                       |                                                                                 | Schulstraße 23 LageFlur: 5, Flurstück: 43/1                 |              | Ende 17. Jahrhundert   | 46222 DDB  |
|                                       |                                                                                 | Schulstraße 28a LageFlur: 5, Flurstück: 517/164             |              | 1625 bis 1675          | 46223 DDB  |
|                                       |                                                                                 | Schulstraße 30 LageFlur: 5, Flurstück: 161/2                |              | Anfang 18. Jahrhundert | 46224 DDB  |
| weitere Bilder                        | Schule/Rathaus                                                                  | Schulstraße 31 LageFlur: 5, Flurstück: 58/2                 |              | 1855                   | 46225 DDB  |
|                                       |                                                                                 | Schulstraße 32 LageFlur: 5, Flurstück: 160                  |              | 1675 bis 1725          | 46226 DDB  |
| weitere Bilder                        |                                                                                 | Schulstraße 33 LageFlur: 5, Flurstück: 64/5                 |              | 1695 bis 1705          | 46227 DDB  |
|                                       |                                                                                 | Schulstraße 34 LageFlur: 5, Flurstück: 157/1                |              | Ende 17. Jahrhundert   | 46228 DDB  |
|                                       |                                                                                 | Schulstraße 42 LageFlur: 5, Flurstück: 463/150              |              | 1715 bis 1725          | 46229 DDB  |
|                                       |                                                                                 | Schulstraße 44 LageFlur: 5, Flurstück: 149/5                |              | 1775 bis 1785          | 46230 DDB  |
|                                       |                                                                                 | Schulstraße 46 LageFlur: 5, Flurstück: 148/3                |              | 1675 bis 1725          | 46231 DDB  |
|                                       |                                                                                 | Schulstraße 48 LageFlur: 5, Flurstück: 134/1                |              | 1725 bis 1775          | 46232 DDB  |
|                                       |                                                                                 | Schulstraße 54 LageFlur: 4, Flurstück: 224/1                |              | 1695 bis 1705          | 46234 DDB  |
| weitere Bilder                        | Scheune                                                                         | Schulstraße 57 LageFlur: 5, Flurstück: 118                  |              | 1625 bis 1675          | 46235 DDB  |
| weitere Bilder                        |                                                                                 | Schulstraße 58 LageFlur: 4, Flurstück: 154/1                |              | 1675 bis 1725          | 46236 DDB  |
|                                       |                                                                                 | Schulstraße 59 LageFlur: 5, Flurstück: 116/1                |              | 1695 bis 1705          | 46237 DDB  |
|                                       |                                                                                 | Schulstraße 61 LageFlur: 4, Flurstück: 333/148              |              | Ende 17. Jahrhundert   | 46238 DDB  |
|                                       |                                                                                 | Schulstraße 62 LageFlur: 4, Flurstück: 158                  |              | 1715 bis 1725          | 46239 DDB  |
| Scheune                               | Scheune                                                                         | Schulstraße 67 LageFlur: 4, Flurstück: 114                  |              | 1725 bis 1775          | 46240 DDB  |
| weitere Bilder                        |                                                                                 | Schulstraße 69 LageFlur: 4, Flurstück: 113/1                |              | Ende 18. Jahrhundert   | 46241 DDB  |
| weitere Bilder                        |                                                                                 | Schulstraße 70 LageFlur: 4, Flurstück: 168/2                |              | 1675 bis 1725          | 46242 DDB  |

## Wallau
| Bild                                                     | Bezeichnung                          | Lage                                                               | Beschreibung | Bauzeit                | Objekt-Nr. |
| -------------------------------------------------------- | ------------------------------------ | ------------------------------------------------------------------ | --- | ---------------------- | ---------- |
| weitere Bilder                                           | Friedhof, Grabmale                   | Wallau, Außerhalb Ortslage LageFlur: 47, Flurstück: 23/1           | Geschützt sind das Grabmal Rübsamen (künstlerisch wertvolles Bronzerelief), Grabmal Wick (Galvanoplastik einer Trauernden, um 1922), Historische Grabdenkmäler in der alten Friedhofskapelle (Drei Grabplatten des 18. Jahrhunderts mit Vanitas-Motiven (Schädel, Sanduhr) und wertvollen spätbarocken Inschriften) | Anfang 20. Jahrhundert | 46285 DDB  |
| weitere Bilder                                           | Obelisk                              | Wallau, Außerhalb Ortslage LageFlur: 51, Flurstück: 26/1           | Wandersmann ist die volkstümliche Bezeichnung für einen 20 Tonnen schweren Sandsteinobelisken mit Brunnenbecken in der Nähe des Wiesbadener Kreuzes an der Bundesautobahn 66. | 1819                   | 46286 DDB  |
| Bleichstraße 2                                           |                                      | Wallau, Bleichstraße 2 LageFlur: 21, Flurstück: 105                | | 1725 bis 1775          | 46246 DDB  |
|                                                          |                                      | Wallau, Bleichstraße 5 LageFlur: 21, Flurstück: 68                 | | 1675 bis 1725          | 46247 DDB  |
| Bleichstraße 6                                           |                                      | Wallau, Bleichstraße 6 LageFlur: 21, Flurstück: 119/1              | | Ende 17. Jahrhundert   | 46248 DDB  |
| Bleichstraße 15                                          |                                      | Wallau, Bleichstraße 15 LageFlur: 21, Flurstück: 60                | | 1725 bis 1775          | 46249 DDB  |
| Bild gesucht BW                                          |                                      | Wallau, Gesamtanlage Wallau Lage                                   | Die Gesamtanlage umfasst große Teile des ehemals vom Haingraben umgebenen Dorfes Wiesbadener Straße, Rathausstraße, Herrnhäuser Straße, Bleichstraße und wenigen Nebengassen, die sich im 18. Jahrhundert entwickelte. |                        | 46245 DDB  |
| Ehemaliger Hattsteiner Hof                               | Ehemaliger Hattsteiner Hof           | Wallau, Herrnhäuser Straße 1 LageFlur: 21, Flurstück: 94/1         | | 1733                   | 46250 DDB  |
| weitere Bilder                                           |                                      | Wallau, Herrnhäuser Straße 3 LageFlur: 21, Flurstück: 91/4         | | 1695 bis 1705          | 46252 DDB  |
| Herrnhäuser Straße 4                                     |                                      | Wallau, Herrnhäuser Straße 4 LageFlur: 21, Flurstück: 103/3        | | Anfang 18. Jahrhundert | 46253 DDB  |
| Herrnhäuser Straße 6                                     |                                      | Wallau, Herrnhäuser Straße 6 LageFlur: 21, Flurstück: 104/1        | | 1695 bis 1705          | 46254 DDB  |
| weitere Bilder                                           |                                      | Wallau, Herrnhäuser Straße 7 LageFlur: 21, Flurstück: 92/5         | | 1545 bis 1555          | 46255 DDB  |
| weitere Bilder                                           | Scheune                              | Wallau, Kirchspiel 2 LageFlur: 21, Flurstück: 169/7                | | 1845 bis 1855          | 46256 DDB  |
| weitere Bilder                                           |                                      | Wallau, Kirchspiel 3 LageFlur: 21, Flurstück: 180                  | | 1725 bis 1775          | 46257 DDB  |
| weitere Bilder                                           | Ehem. Wasserwerk Wallau (Whb)        | Wallau, Langenhainer Straße o. Nr. LageFlur: 38, Flurstück: 33/2   | |                        | 68125 DDB  |
| weitere Bilder                                           | Jüdischer Friedhof                   | Wallau, Langenhainer Straße o. Nr. LageFlur: 38, Flurstück: 108/28 | Der jüdische Friedhof von Wallau wurde spätestens im 18. Jahrhundert angelegt. Seine Größe beträgt 3142 m². 185 Gräber sind erhalten. Im älteren, östlichen Teil befinden sich eine Reihe alter, teilweise unleserlicher Grabsteine des 17. und 18. Jahrhunderts. Der neuere, westliche Teil enthält einen Gedenkstein für die jüdischen Gefallenen im Ersten Weltkrieg und eine Tafel mit den Namen von 34 vermissten Kriegsteilnehmern. | 1675 bis 1725          | 46258 DDB  |
| weitere Bilder                                           | Evangelische Pfarrkirche             | Wallau, Pfarrbornstraße 1 LageFlur: 21, Flurstück: 172,173/3       | Die Evangelische Pfarrkirche aus dem Jahr 1741/42 ist ein einfacher verputzter Barockbau und Orgel von 1753 (Joh. Chr. Köhler, Frankfurt). Historische Grabsteine des Oberschultheißen der Herrschaft Eppstein und Hermann Rübenkönig (1624) sind erhalten. | 1742                   | 46259 DDB  |
| ehemalige Oberschultheißenwohnung                        | ehemalige Oberschultheißenwohnung    | Wallau, Pfarrbornstraße 2 LageFlur: 21, Flurstück: 98              | | Ende 18. Jahrhundert   | 46260 DDB  |
| Pfarrbornstraße 4                                        |                                      | Wallau, Pfarrbornstraße 4 LageFlur: 21, Flurstück: 97              | | 1679                   | 46261 DDB  |
| Pfarrbornstraße 6                                        |                                      | Wallau, Pfarrbornstraße 6 LageFlur: 20, Flurstück: 37              | |                        | 68126      |
| Pfarrbornstraße 9                                        |                                      | Wallau, Pfarrbornstraße 9 LageFlur: 20, Flurstück: 14              | | 1715 bis 1725          | 46262 DDB  |
|                                                          |                                      | Wallau, Pfarrbornstraße 20 LageFlur: 20, Flurstück: 32/2           | | 1801                   | 46263 DDB  |
| Ehemaliges Rathaus                                       | Ehemaliges Rathaus                   | Wallau, Rathausstraße 2 LageFlur: 21, Flurstück: 171/1             | | 1730                   | 46264 DDB  |
| Ehemaliger Bleidenstädter Klosterhof                     | Ehemaliger Bleidenstädter Klosterhof | Wallau, Rathausstraße 4/4a LageFlur: 21, Flurstück: 169/3, 169/4   | | 1743                   | 46266 DDB  |
| weitere Bilder                                           |                                      | Wallau, Rathausstraße 9 LageFlur: 21, Flurstück: 111               | | 1625 bis 1675          | 46267 DDB  |
| Rathausstraße 10                                         |                                      | Wallau, Rathausstraße 10 LageFlur: 21, Flurstück: 165/6            | | 1895 bis 1905          | 46268 DDB  |
| Rathausstraße 12                                         |                                      | Wallau, Rathausstraße 12 LageFlur: 21, Flurstück: 163/2            | | 1725 bis 1735          | 46269 DDB  |
| Rathausstraße 14                                         |                                      | Wallau, Rathausstraße 14 LageFlur: 21, Flurstück: 158              | | Ende 18. Jahrhundert   | 46270 DDB  |
| Bild gesucht BW                                          |                                      | Wallau, Rathausstraße 16 LageFlur: 21, Flurstück: 157/3            | | 1855                   | 46271 DDB  |
| Rathausstraße 17                                         |                                      | Wallau, Rathausstraße 17 LageFlur: 21, Flurstück: 115/1            | | 1725 bis 1775          | 46272 DDB  |
| Rathausstraße 18, die Nummer 20 ist rechts oben zu sehen |                                      | Wallau, Rathausstraße 20 LageFlur: 21, Flurstück: 153              | Auf dem Bild ist die Hausnummer 18 abgebildet. Die Hausnummer 20 liegt rückwärtig und ist von der Straße aus nicht gut zu sehen. Es handelt sich um das Eck eines Fachwerkhauses rechts oben im Hintergrund. | 1675 bis 1725          | 46273 DDB  |
| Rathausstraße 23                                         |                                      | Wallau, Rathausstraße 23 LageFlur: 21, Flurstück: 117              | | 1675 bis 1725          | 46274 DDB  |
| Rathausstraße 24                                         |                                      | Wallau, Rathausstraße 24 LageFlur: 21, Flurstück: 146/1            | | 1775 bis 1785          | 46275 DDB  |
| Ehemaliges Amtshaus                                      | Ehemaliges Amtshaus                  | Wallau, Receptur-Hof 3 LageFlur: 21, Flurstück: 100/11             | | 1768                   | 46251 DDB  |
| weitere Bilder                                           | Receptur-Hof                         | Wallau, Receptur-Hof 4/5 LageFlur: 21, Flurstück: 100/4            | | 1425 bis 1475          | 46265 DDB  |
| Taunusstraße 2                                           |                                      | Wallau, Taunusstraße 2 LageFlur: 33, Flurstück: 15/1               | | 1904                   | 46276 DDB  |
| Evangelisches Pfarrhaus                                  | Evangelisches Pfarrhaus              | Wallau, Wiesbadener Straße 1 LageFlur: 20, Flurstück: 174          | | 1725 bis 1775          | 46277 DDB  |
| weitere Bilder                                           |                                      | Wallau, Wiesbadener Straße 4 LageFlur: 20, Flurstück: 8/1          | | 1725 bis 1775          | 46278 DDB  |
| Wiesbadener Straße 6                                     |                                      | Wallau, Wiesbadener Straße 6 LageFlur: 20, Flurstück: 5            | | Ende 18. Jahrhundert   | 46279 DDB  |
| Bild gesucht BW                                          |                                      | Wallau, Wiesbadener Straße 9 LageFlur: 33, Flurstück: 39/1         | | 1795 bis 1805          | 46280 DDB  |
| Wiesbadener Straße 10                                    |                                      | Wallau, Wiesbadener Straße 10 LageFlur: 20, Flurstück: 2           | | 1732                   | 46281 DDB  |
| Wiesbadener Straße 12                                    |                                      | Wallau, Wiesbadener Straße 12 LageFlur: 20, Flurstück: 1           | | 1899 bis 1909          | 46282 DDB  |
| Scheune, Zur Burg 8                                      | Scheune                              | Wallau, Zur Burg 8 LageFlur: 21, Flurstück: 86/1                   | | 1725 bis 1775          | 46283 DDB  |
| Zur Burg 22                                              |                                      | Wallau, Zur Burg 22 LageFlur: 20, Flurstück: 69/1                  | | 1725 bis 1775          | 46284 DDB  |

## Wildsachsen
| Bild             | Bezeichnung                 | Lage                                                                 | Beschreibung | Bauzeit                | Objekt-Nr. |
| ---------------- | --------------------------- | -------------------------------------------------------------------- | --- | ---------------------- | ---------- |
| Bild gesucht BW  | Fachwerkwohnhaus            | Wildsachsen, Alt Wildsachsen 17 LageFlur: 5, Flurstück: 13/4         | Giebelständiges, verputztes und verkleidetes zweistöckiges Fachwerkwohnhaus eines ehemaligen Zweiseithofes. Die Rähmkonstruktion vermutlich in Sichtfachwerk stammt aus der ersten Hälfte des 18. Jahrhunderts. | Anfang 18. Jahrhundert | 46288 DDB  |
| Bild gesucht BW  | Fachwerkwohnhaus            | Wildsachsen, Alt Wildsachsen 21 LageFlur: 5, Flurstück: 11           | Kleines, verputztes, giebelständiges, zweigeschossiges Fachwerkwohnhaus einer mitteldeutschen Hofreite mit dem seitlichen, hohen, überdachten Hoftor. Das Wohnhaus stammt aus der ersten Hälfte des 18. Jahrhunderts. | Anfang 18. Jahrhundert | 46289 DDB  |
| Bild gesucht BW  | Hakenhof                    | Wildsachsen, Alt Wildsachsen 28a LageFlur: 5, Flurstück: 40          | Weitgehend original erhaltener Hakenhof aus der ersten Hälfte des 18. Jahrhunderts. Das zweigeschossige Wohnhaus ist ein verputztes Fachwerkhaus auf Feldsteinsockel. | Anfang 18. Jahrhundert | 46290 DDB  |
| weitere Bilder   | Evangelische Kirche         | Wildsachsen, Alt Wildsachsen 33 LageFlur: 5, Flurstück: 3            | Kleines, rechteckiges Kirchengebäude von 1748. Bauteilen der erstmals 1145 geweihten, romanischen Kapelle sind einbezogen. Die Emporen und die Kanzel mit Rankenornamenten stammen von Anfang 18. Jahrhundert. Die Orgel wurde um 1713 von Georg Friedrich Weißhaupt aus Idstein gebaut. Auf dem Kirchhof befinden sich historische Grabsteine des 19. Jahrhunderts. | 1748                   | 46291 DDB  |
| Fachwerkwohnhaus | Fachwerkwohnhaus            | Wildsachsen, Alt Wildsachsen 34 LageFlur: 5, Flurstück: 7            | Giebelständiges, zweigeschossiges Fachwerkwohnhaus mit Krüppelwalm aus der Zeit um 1700. | 1695 bis 1705          | 46292 DDB  |
| Bild gesucht BW  | Friedhof, Gefallenendenkmal | Wildsachsen, Alt Wildsachsen o. Nr. LageFlur: 6, Flurstück: 106, 107 | Das Ehrenmal für die Gefallenen des Ersten Weltkrieges wurde von der Gemeinde 1921 erbaut. Später wurde es neben den Gefallenen 1914–18 auch den 1939–45 gefallenen gewidmet. Es besteht aus einem Standbild eines betenden Soldaten in Uniform, das Gewehr im Arm lehnend auf einem hohen, rustizierten Sockel.                                                     | 1921                   | 46293 DDB  |
| Fachwerkwohnhaus | Fachwerkwohnhaus            | Wildsachsen, Am Born 7 LageFlur: 5, Flurstück: 28                    | Fachwerkwohnhaus in exponierter Ecklage eines früheren Hakenhofes aus der Zeit um 1720. Ausdrucksvolles Sichtfachwerk mit vielen Schmuckelementen. | 1715 bis 1725          | 46294 DDB  |